# Quintanilla de Onsoña
Quintanilla de Onsoña er en by i det centrale Spanien i provinsen Palencia. Byen har et indbyggertal på 180 (2024).